# ایخ-اول (زاوخان)
ایخ-اول (به لاتین: Ikh-Uul) یک منطقهٔ مسکونی در مغولستان است که در استان زوخان واقع شده‌است.